# Rhexodenticula cylindrospora
Rhexodenticula cylindrospora är en svampart som först beskrevs av R.F. Castañeda, Saikawa & Hennebert, och fick sitt nu gällande namn av W.A. Baker & Morgan-Jones 2001. Rhexodenticula cylindrospora ingår i släktet Rhexodenticula, divisionen sporsäcksvampar och riket svampar.   Inga underarter finns listade i Catalogue of Life.